# Allées d'Étigny
Ne doit pas être confondu avec Allées d'Étigny (Auch).
Pour les articles homonymes, voir Étigny.
Les allées d'Étigny (en occitan gascon : aleas d'Étigny) sont une voie publique de Bagnères-de-Luchon, en Haute-Garonne.
Principale artère de la ville, il s'agit d'un site touristique majeur et la voie est bordée par de nombreux commerces et restaurants.

## Situation et accès

### Description
Les allées d'Étigny naissent du prolongement de l'avenue Carnot et sont orientées vers le parc thermal, au sud. Sur toute leur longueur, elles sont bordées de larges trottoirs et d'une chaussée pour la circulation routière au centre, tous les trois séparés par deux longues rangées d'arbres.
Les allées se terminent au niveau des thermes, prolongée ensuite par l'esplanade Edmond Chambert pour les piétons, et l'avenue Paul Bonnemaison pour la circulation routière à gauche.
À partir de 1824, elles faisaient partie de la route nationale 125 reliant Toulouse à l'Hospice de France, et s'est ajoutée ensuite la route nationale 618 (route thermale des Pyrénées) en 1933. Toutes deux ont été déclassées en 1972.

### Voies rencontrées
Les allées d'Étigny rencontrent les voies suivantes, dans l'ordre des numéros croissants (« g » indique que la rue se situe à gauche, « d » à droite) :
- Avenue Carnot (continuité nord)
- Rue Lamartine (g)
- Rue Victor Hugo (d)
- Rue Baron Lassus Nestier (d)
- Avenue Jean Boularan (g)
- Rue des Martyrs de la Résistance (g)
- Avenue du Maréchal Gallieni (d)
- Passage Sacarrère (g)
- Avenue Paul Bonnemaison (g, continuité routière)
- Esplanade Edmond Chambert (en face, continuité piétonne au sud)

### Transports
Les allées sont desservies par les deux lignes du bus thermal de Luchon.

## Odonymie
Les allées tiennent leur nom d'Antoine Mégret d'Étigny, leur créateur, où une statue à son effigie et des plaques commémoratives ont été installées en 1889 en face des thermes.

Statue d'Étigny et plaques commémoratives sur les faces du socle
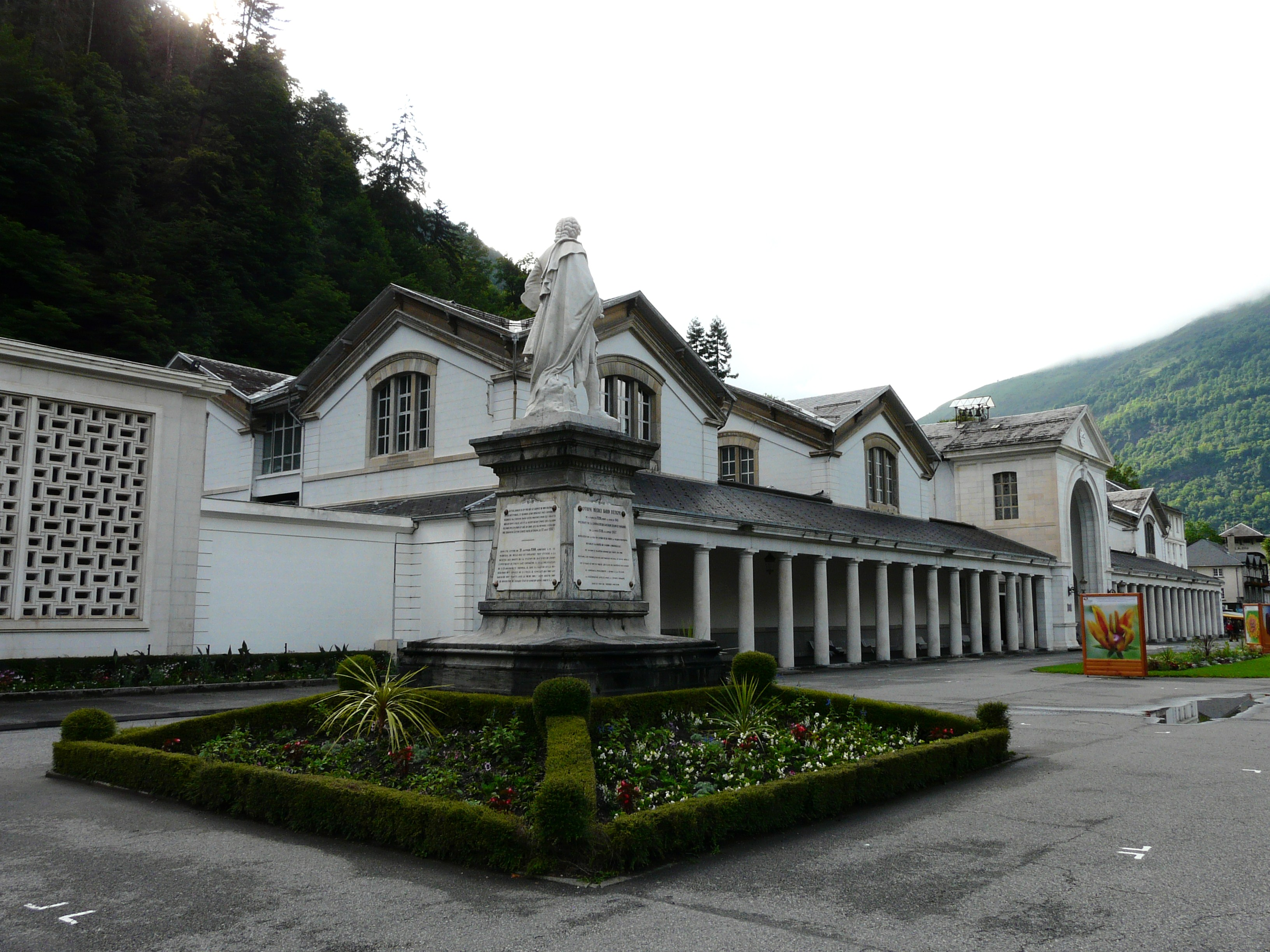
La statue devant les thermes
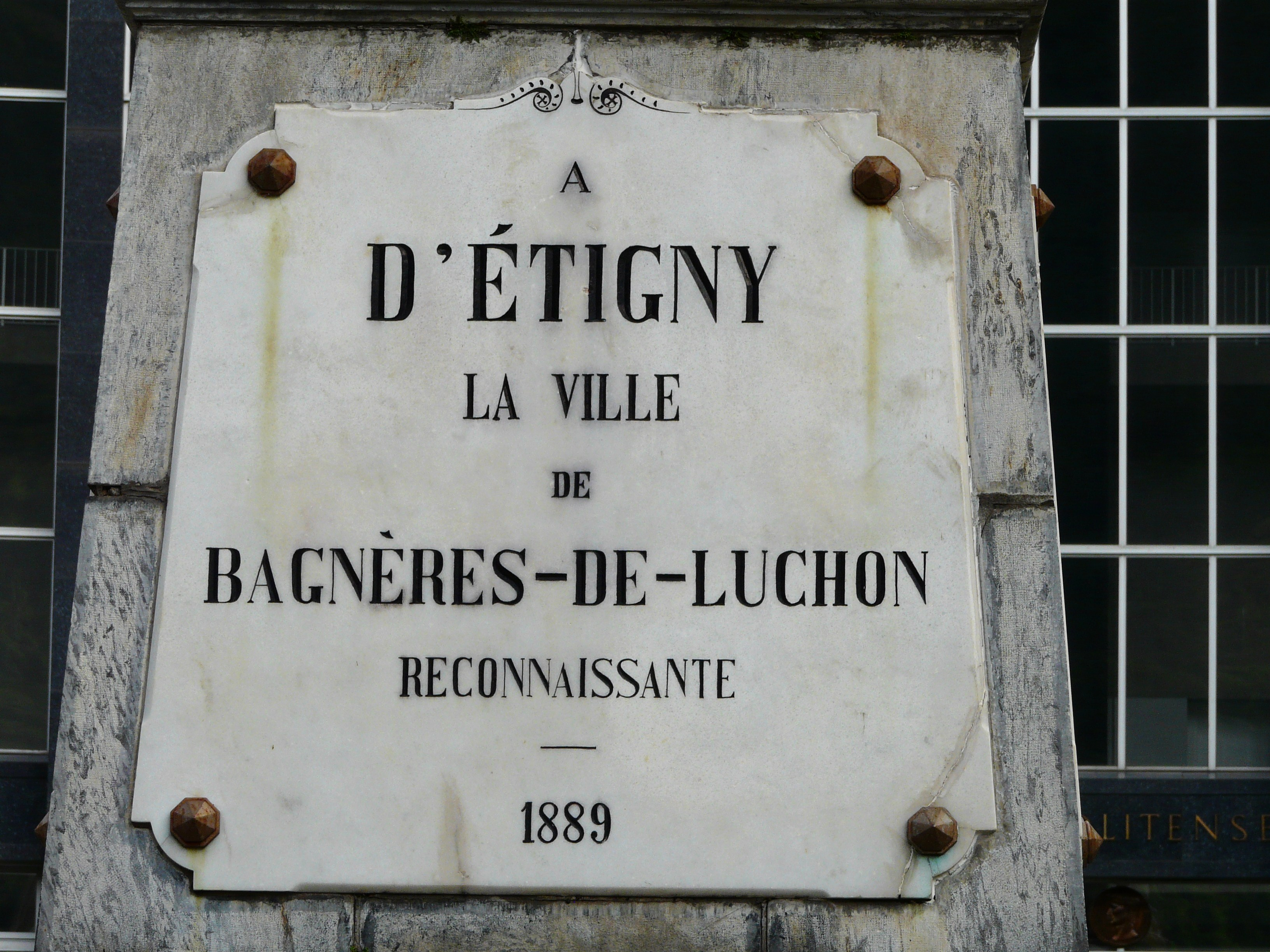
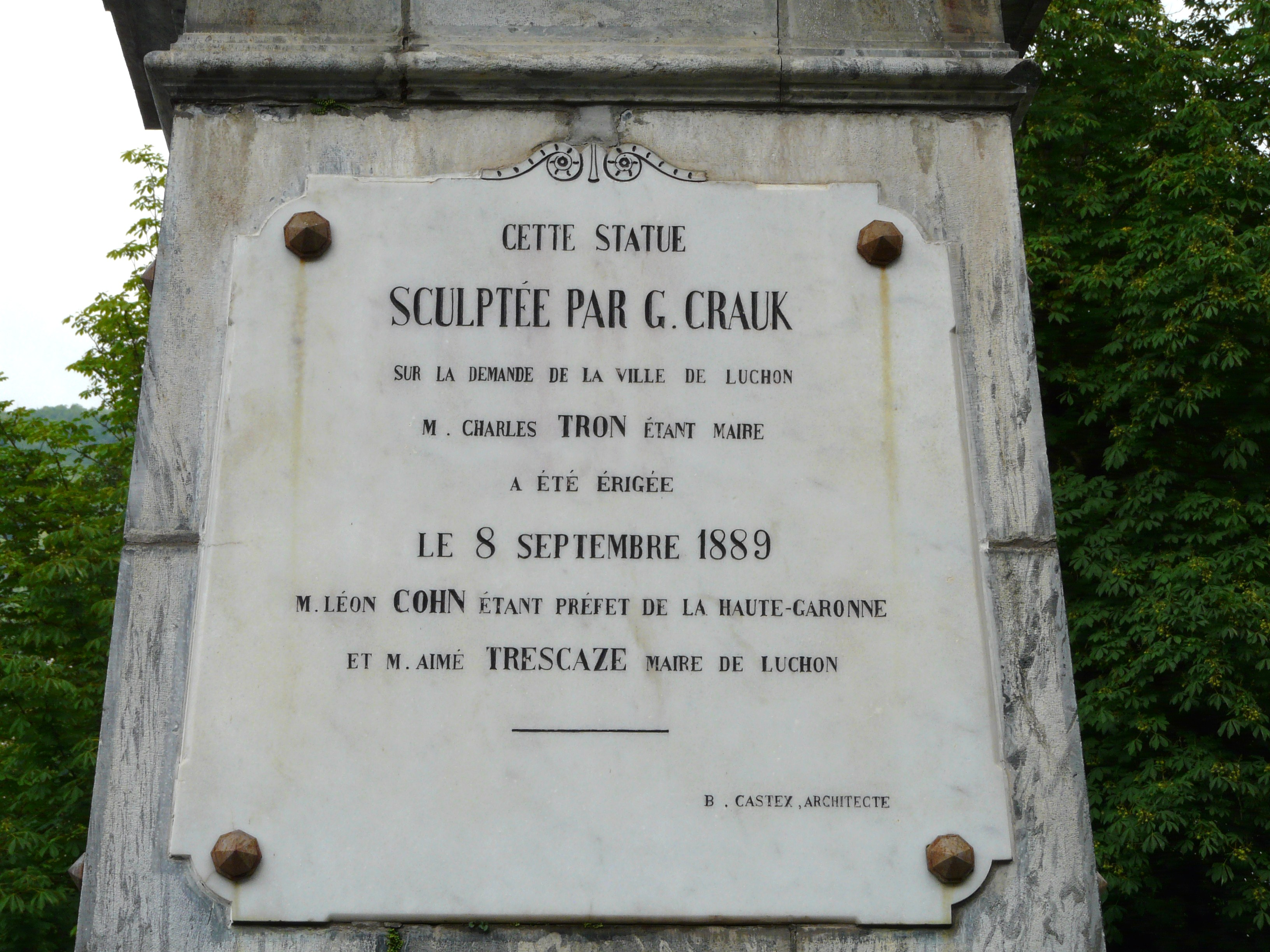
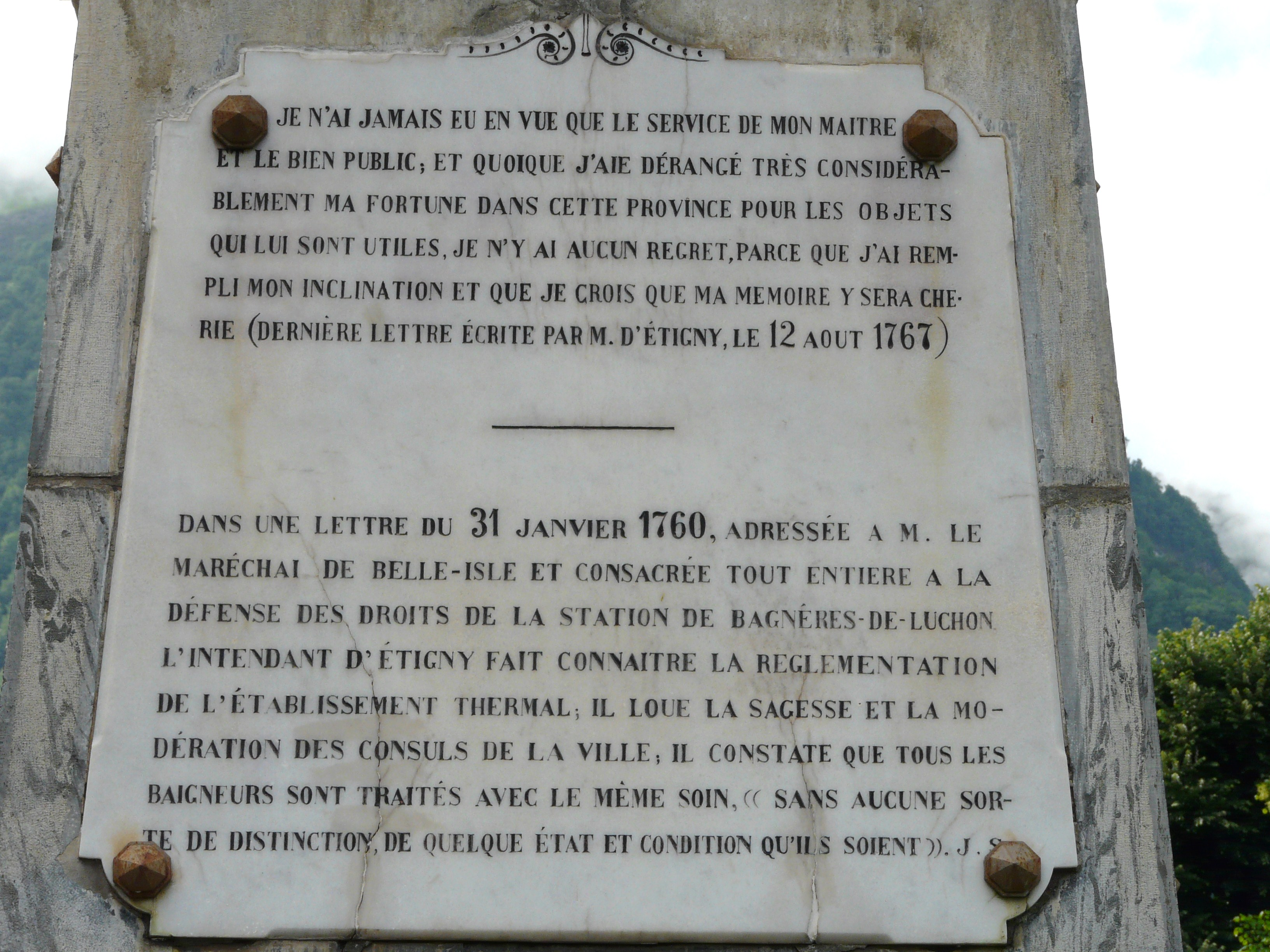
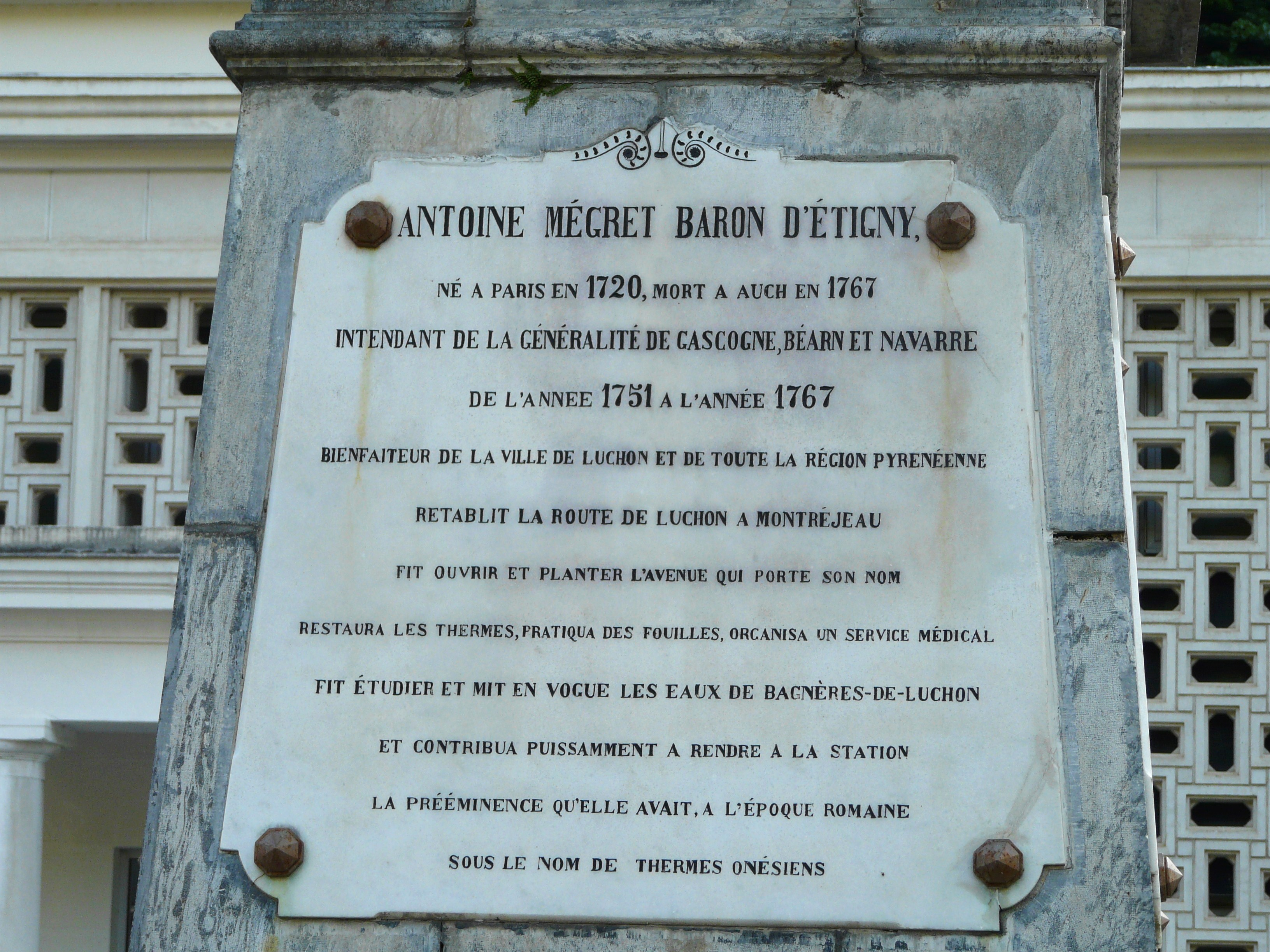

## Histoire
Les allées sont créées en 1762 à l'initiative d'Antoine Mégret d'Étigny.

## Patrimoine et lieux d'intérêt

### Monuments historiques
- no 16 : Château Lafont[1]
- no 56 : Chalets Spont (de)[2]

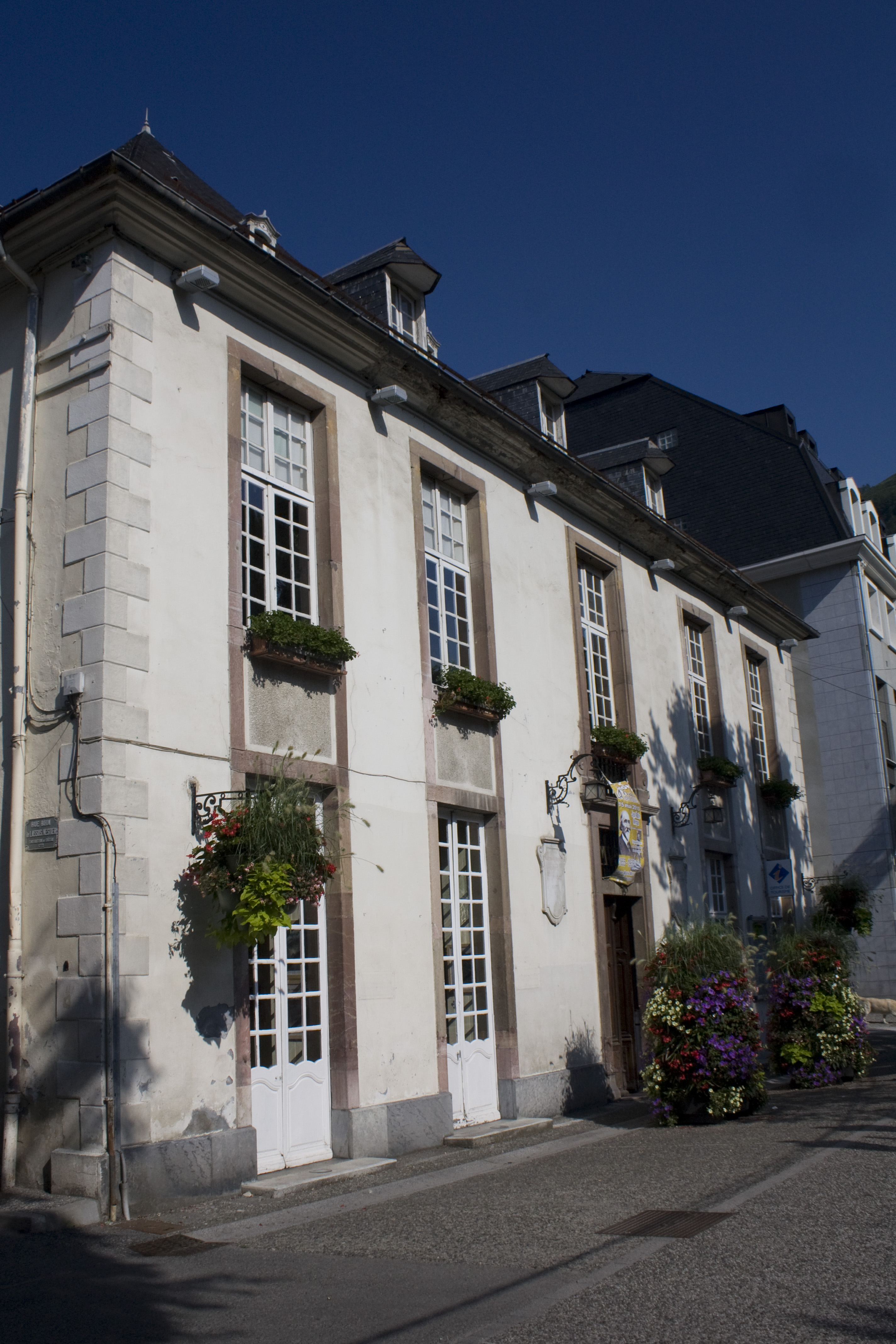
Château Lafont.
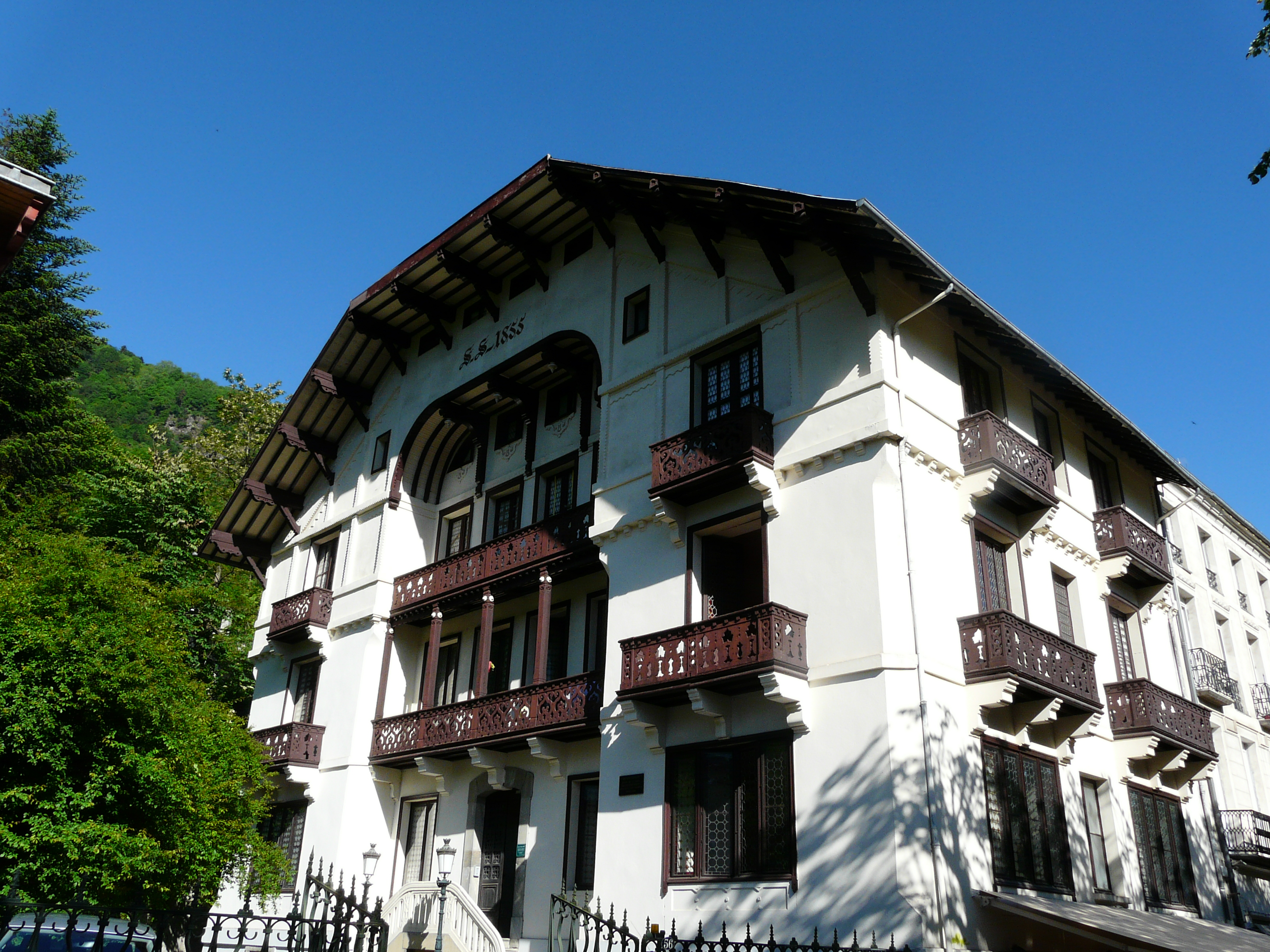
Les chalets Spont.

### Bâtiments publics
- no 23 : Hôtel de ville